# Rio Araguaia
O rio Araguaia (Karajá: ♂ Berohokỹ [beɾohoˈkə̃], ♀ Bèrakuhukỹ [bɛɾakuhuˈkə̃]) é um curso de água que banha os estados de Goiás, Mato Grosso, Tocantins e Pará, no Brasil. Nasce nos altiplanos que dividem os estados de Goiás e Mato Grosso: a nascente do rio se encontra na Serra do Caiapó, próximo ao Parque Nacional das Emas, no município de Mineiros, em Goiás.

## Etimologia
"Araguaia" procede do termo da língua geral setentrional arauay (ou araguaí), que designa um tipo de maracanã.

## Descrição
O rio Araguaia nasce nos municípios de Mineiros (GO) e Alto Taquari (MT)  e forma a divisa natural entre Goiás, Mato Grosso, Tocantins e Pará. Compreende uma das principais bacias hidrográficas do centro-oeste, a bacia hidrográfica Araguaia-Tocantins. O rio conta com uma extensão total de 2.114 quilômetros. Em seu percurso, seus meandros delimitam juntamente como os do rio Javaés, a maior ilha fluvial do mundo, a Ilha do Bananal, onde estão localizados o Parque Nacional do Araguaia e o Parque Indígena do Araguaia.
Entre as atividades desenvolvidas no rio, há:

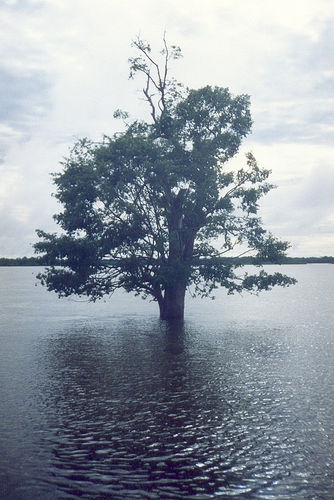
Área inundada na Ilha do Bananal

- Transporte fluvial: no período de 1970 a 1990, esteve ameaçado pela grande quantidade de sedimentação oriunda de assoreamentos e pela diminuição na quantidade de água, que acabou por dificultar a navegação de barcos maiores em muitos trechos do rio, principalmente no trecho acima do município de Aragarças. Em 2007, nos últimos meses do ano, em Aragarças, as águas do rio Araguaia baixaram tanto que foi possível se atravessar o rio andando. Já em fevereiro de 2008, ocorreram enchentes que, em Aruanã, quase cobriram a sede da Associação dos Barqueiros. O que mostra a mudança no ciclo das águas, com atraso das chuvas e chuvas intensas e alguns períodos.
- Pesca: Este rio já foi considerado um dos mais piscosos do mundo. Este título vem sendo ameaçado principalmente pelos atuais modelos de turismo existentes no Araguaia em destaque a pesca predatória e o abandono de resíduos sólidos provenientes das práticas de camping; assim como pela poluição gerada por agroquímicos e pelo barramento de suas águas através da construção da Usina Hidrelétrica de Tucuruí, que não possui mecanismos necessários para a subida natural

de peixes nos período de desova, vem contribuído para o declínio das populações da ictiodiversidade do Araguaia.
No ano de 2012, o governador Marconi Perillo sancionou o projeto de lei nº 4 418/11, denominado "Cota Zero",aprovado pela Assembleia Legislativa. O projeto de autoria do deputado estadual Frederico Nascimento prevê tolerância zero para o transporte de pescado nos cursos d’água goianos que estiverem restritos à pesca esportiva. Uma boa iniciativa para a reposição do estoque pesqueiro.
- Turismo de Camping: durante a seca, nos meses de junho e agosto, formam-se, em seu leito, ilhas de areia que são utilizadas como área de camping por turistas de várias partes do país. Cadastros realizados em um trecho de cerca de 600 quilômetros do rio no estado de Goiás desde o ano de 1993 pelo extinto Centro Nacional de Quelônios da Amazônia (atual Centro Nacional de Pesquisa e Conservação de Répteis e Anfíbios, ligado ao Instituto Chico Mendes de Conservação da Biodiversidade) em colaboração com a também extinta Agência Ambiental de Goiás (atual Secretaria de Meio Ambiente, Recursos Hídricos, Infraestrutura, Cidades e Assuntos Metropolitanos) mostram que mais de 50 mil pessoas passam pelas áreas de campings montadas entre os municípios de Aragarças e distrito de  Luiz Alves (São Miguel do Araguaia) em Goiás.

O maior número de acampamentos no trecho do rio que passa pelo estado de Goiás são montados no município de Aruanã. Há desde acampamentos montados por pequenas famílias a acampamentos comerciais frequentados por milhares de pessoas durante a temporada de praia, principalmente no mês de julho.

## Preservação do rio
Este patrimônio ambiental do Brasil, atraente aos turistas, esteve ameaçado na década de 1970. Nesse período, o rio ficou conhecido como "lixão". A inexistência de normas para a condução das atividades do turismo afetou e põe em risco a sustentabilidade deste ecossistema e do desenvolvimento turístico para esta região. Diante dessas observações, órgãos ambientais, como o Centro Nacional de Pesquisa e Conservação de Répteis e Anfíbios (ligado ao Instituto Chico Mendes de Conservação da Biodiversidade-MMA), a Secretaria de Meio Ambiente, Recursos Hídricos, Infraestrutura, Cidades e Assuntos Metropolitanos (órgão do governo do Estado de Goiás), a Polícia Ambiental de Goiás, assim como organizações não governamentais, realizaram, no trecho do rio Araguaia em Goiás, trabalho de educação ambiental principalmente durante a temporada de praia, buscando sensibilizar e conscientizar os milhares de turistas que frequentam o rio. [carece de fontes?]
Entre as ações lançadas para a preservação do rio e das espécies nativas, estão o "Projeto Quelônios do Araguaia" e o projeto de ordenamento de acesso e uso de recursos naturais do Araguaia, popularmente conhecido como "Projeto Araguaia Sustentável", realizado há 27 anos pelo Centro Nacional de Pesquisa e Conservação de Répteis e Anfíbios, que, desde 2014, conta com a parceria da Associação Ambientalista Antônio Alencar – 4A e com a participação de cerca de 100 universitários capacitados em curso prévio em educação ambiental todos os anos.[carece de fontes?]
Este projeto visa a abordagem dos turistas por meio de trabalhos de educação ambiental buscando o envolvê-los em boas práticas de turismo para a preservação e proteção do rio. Durante as atividades de educação ambiental os turistas são orientados a seguirem as normas de convivência com o rio Araguaia. Algumas delas são:
- não utilizar madeira nativa da região;
- não caçar;

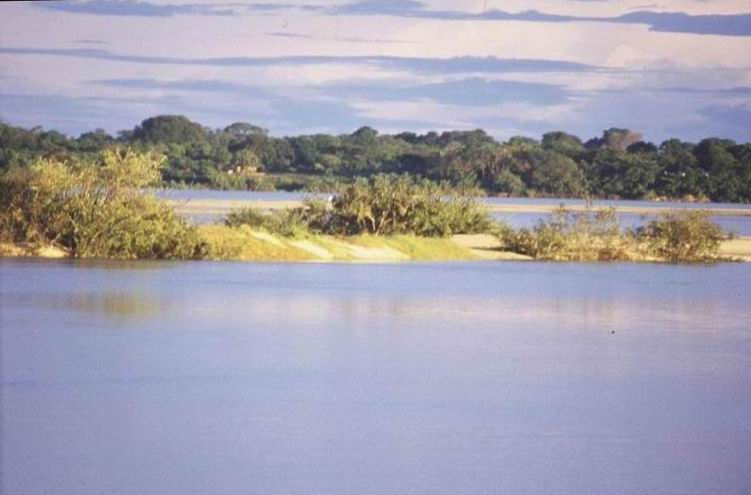
Rio Araguaia em agosto de 2004

- não pescar sem licença dos órgãos ambientais;
- não soltar fogos;
- construir o banheiro afastado da margem do rio pelo menos 30 metros e não utilizar latão sem fundo como escoramento da fossa;
- e levar todo o resíduo sólido produzido nos campings para as cidades.

As atividades de educação ambiental desenvolvidas no rio Araguaia historicamente vêm trazendo importantes avanços. Hoje, há uma minoria que ainda acampa nas margens do rio e não se preocupa com o acondicionamento do lixo. A maioria dos turistas com conscientização ambiental, faz coleta do lixo inorgânico e leva para a cidade mais próxima, enterra nas margens o lixo orgânico e ao desmontar o acampamento não deixa lixo nas praias.Os campistas que descumprem as normas de convivência podem ser multados e até responderem a processo.[carece de fontes?]
Atrativos
O pôr do sol visto das margens do rio Araguaia é uma das imagens mais belas captadas por turistas e veículos de comunicação. Mas não é difícil também ver botos subindo rapidamente para respirar, gaivotas, mergulhões, jacarés e até cardumes de peixes subindo o rio durante a piracema - período em que é proibida a pesca de qualquer espécie. Já três espécies são proibidas de serem pescadas em qualquer época do ano: pirarucu, pirarara e piraíba (filhote). Na Amazônia, estão sendo desenvolvidos projetos de criação do pirarucu em cativeiro. Na natureza, sua pesca é proibida.

## Cidades às margens do rio Araguaia
| Goiás                                                        | Mato Grosso           | Tocantins          | Pará                      |
| ------------------------------------------------------------ | --------------------- | ------------------ | ------------------------- |
| Aragarças                                                    | Alto Araguaia         | Araguacema         | Conceição do Araguaia     |
|                                                              | Araguaiana            | Lagoa da Confusão  |                           |
| Aruanã                                                       | Barra do Garças       | Araguanã           | São Geraldo do Araguaia   |
| Baliza                                                       | Cocalinho             | Araguatins         | São João do Araguaia      |
| Britânia (distrito de Itacaiú - Barreira Branca do Araguaia) | Ponte Branca          | Esperantina        | Santana do Araguaia       |
| Nova Crixás (distrito de Bandeirantes)                       | São Félix do Araguaia | Caseara            | Bela Vista do Araguaia    |
| São Miguel do Araguaia (povoado de Luiz Alves)               | Luciara               | Couto de Magalhães | Santa Maria das Barreiras |
| Santa Rita do Araguaia                                       | Santa Terezinha       | Xambioá            | Palestina do Pará         |
| Montes Claros de Goiás (distrito de Registro do Araguaia)    | Torixoréu             | Pau-D’Arco         |                           |
|                                                              | Pontal do Araguaia    |                    |                           |

## Cultura
| Músicas                                          | Novelas                    | Documentários                                                                                |
| ------------------------------------------------ | -------------------------- | -------------------------------------------------------------------------------------------- |
| Travessia Do Araguaia - Tião Carreiro e Pardinho | Araguaia. 2010. Rede Globo | Camponeses do Araguaia: A guerrilha vista por dentro                                         |
| ARAGUAIA - Marcelo Barra                         |                            | Globo Repórter: Descubra os mistérios de um dos maiores rios do Brasil: o Rio Araguaia. 2012 |
| Garça Branca do Araguaia - Leonardo              |                            | Globo Repórter: Araguaia Selvagem. 2010                                                      |
| Canoa Canoa - Milton Nascimento                  |                            | Aventura Selvagem. SBT. 2010                                                                 |
|                                                  |                            | Território Selvagem: Araguaia. SBT. 2007                                                     |

A dupla sertaneja Irmãs Freitas tem uma música chamada "Canoeira do Araguaia", na qual a letra fala: 
Sou do norte de Goiás, a minha terra natal / Das margens do Araguaia, à ilha do Bananal ....